# Hypercompe bolivar
Hypercompe bolivar là một loài bướm đêm thuộc phân họ Arctiinae, họ Erebidae.